# 青木成文
青木 成文（あおき しげぶみ、1922年（大正11年）4月14日 - 1996年（平成8年）5月10日）は、日本の原子力工学者。東京工業大学名誉教授。東京工業大学原子炉工学研究所所長や、日本伝熱学会会長、原子力委員会放射性物質安全輸送専門部会部会長、運輸省放射性物質等海上輸送技術顧問会会長などを歴任した。

## 人物・経歴
現在の東京都港区出身。1945年東京工業大学機械工学科卒業。工学博士取得後、東京工業大学大学教授、東京工業大学原子炉工学研究所所長を経て、東京工業大学名誉教授、電力中央研究所研究顧問、日本原子力文化振興財団副理事長。日本伝熱学会会長、原子力委員会放射性物質安全輸送専門部会部会長、原子力委員会原子炉安全専門審査会委員、運輸省放射性物質等海上輸送技術顧問会会長なども歴任し、1993年に勲三等旭日中綬章を受章した。1996年正四位。指導学生に有冨正憲（東京工業大学名誉教授）などがいる。

## 著書
- 『原子炉熱工学』養賢堂、1965年4月。
- 『原発 何が真実か』青木成文監修、日本電気協会新聞部、1990年4月。ISBN 9784930986054。
- 『放射性物質輸送のすべて』日刊工業新聞社、1990年6月。ISBN 9784526027369。
  - 『放射性物質輸送のすべて』（第2版）日刊工業新聞社、2002年4月。ISBN 9784526049309。
- 『恵値流技四方山噺』日本電気協会新聞部、1993年11月。ISBN 9784930986238。
- Transport of radioactive materials. Nuclear Power Engineering Corporation. (2005)